# Романовка (Казанковский район)
Романовка (укр. Романівка) — село в Казанковском районе Николаевской области Украины.
Основано в 1855 году. Население по переписи 2001 года составляло 166 человек. Почтовый индекс — 56040. Телефонный код — 5164. Занимает площадь 0,832 км².

## Местный совет
56040, Николаевская обл., Казанковский р-н, с. Великоалександровка, ул. Гагарина, 33